# 皮奥韦内罗凯泰
皮奥韦内罗凯泰（義大利語：Piovene Rocchette），是意大利威尼托大区维琴察省的一个市镇。总面积12平方公里，人口8324人，人口密度693.7人/平方公里（2009年）。国家统计（ISTAT）代码为024078。